# Estación Pedro Lasalle
Pedro Lasalle era una estación ferroviaria ubicada en el Partido de Adolfo Gonzales Chaves, en la Provincia de Buenos Aires, Argentina.

## Servicios
Era una estación del ramal perteneciente al Ferrocarril General Roca, desde la estación Coronel Dorrego hasta la estación Juan E. Barra.
No presta servicios de pasajeros desde 1977. Sus vías fueron levantadas.